# مركم

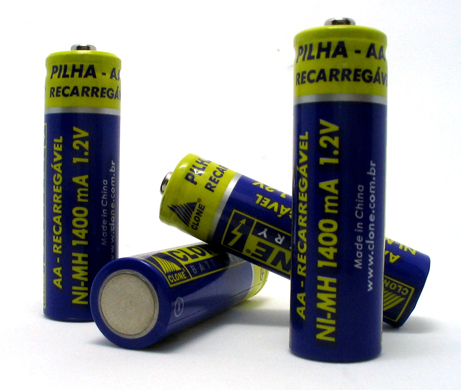
صورة لأربع مراكم قابلة لإعادة الشحن، وتعطي فرق جهد مقداره 1.2 فولت

المِرْكَم (جمع: مراكم) (بالإنجليزية: accumulator) هو في العادة جهاز لتخزين الكهرباء أو شحنها. وهي بطارية شحونة، أي يمكن إعادة شحنها. يستخدم المركم في الهواتف المحمولة وفي الحاسوب المحمول. ويجوز تسمية بطارية السيارة المصنوعة من الرصاص (بطارية الرصاص) مركما حيث يمكن إعادة شحنها.